# Stygiopontius sentifer
Stygiopontius sentifer is een eenoogkreeftjessoort uit de familie van de Dirivultidae. De wetenschappelijke naam van de soort is voor het eerst geldig gepubliceerd in 1987 door Humes.